# Kiri le clown
Pour les articles homonymes, voir Kiri.
Kiri le clown est une série télévisée d'animation française en 65 épisodes de 5 minutes, créée par Jean Image et diffusée à partir du 13 octobre 1966 sur la première chaîne de l'ORTF, puis diffusée en couleur dans le cadre de Colorix le programme pour la jeunesse de la deuxième chaîne couleur.
La série a été diffusée au Canada par la Télévision de Radio-Canada dans le cadre de la série Bobino pendant les séquences de dessins animés (les petits bouts de films) insérés dans un épisode de l'émission.

## Reprise
Une série d'animation en 3D, en 65 épisodes de 5 minutes, a été diffusée à partir du 17 décembre 2005 sur France 5 dans l'émission Bonsoir les Zouzous. Elle est par la suite rediffusée sur Tiji.

## Synopsis
Les aventures du clown Kiri et de sa petite troupe de cirque composée par : Laura l'écuyère, Ratibus le chat, Pip'lett la perruche et Bianca la jument. Se déplaçant en roulotte, la joyeuse équipe propose ses numéros de ville en ville.

## Personnages
- Kiri est un clown qui a créé sa propre troupe de cirque avec laquelle il voyage de ville en ville en roulotte. Il est également jongleur et prestidigitateur. Il porte un gros nœud papillon à pois ainsi que le chapeau pointu traditionnel des clowns blancs.
- Laura est la meilleure amie de Kiri, c'est une écuyère et une danseuse. Elle est toujours aimable et prévenante. Elle joue de l'ocarina.
- Pip'lett est une petite perruche savante, elle roule fortement les « R » lorsqu'elle parle. Comme son nom l'indique elle est très bavarde. De plus c'est une râleuse invétérée et elle se dispute souvent avec Ratibus. Elle joue du tambourin.
- Ratibus est un petit chat très malin, il adore faire des farces à Pip'lett. Il sait jouer du saxophone.
- Bianca est la jument blanche qui tire la roulotte, elle déteste les bains.
- Nérond est un chien. C'est également un détective.
- Miss Rossignol est une otarie qui fait des numéros de jonglage. Elle porte un nœud papillon.
- Barbara est une éléphante. Dans la Saison 2 elle s’appelle Puce

## Production
- Dans la première série, les personnages sont des marionnettes animées image par image. Les films étaient constitués de 24 images par seconde. Il fallait, à l'époque, six jours de tournage pour la réalisation d'un épisode de quatre minutes.

- La tête de Kiri est constituée d'une boule de balsa recouverte d'un enduit de couleur blanche, dans laquelle on a piqué deux simples punaises bleues pour faire les yeux, tandis que la bouche est juste un morceau de ruban adhésif. Ses cheveux sont en laine.

## Distribution

### Première série
- Guy Piérauld : Kiri, Ratibus, ,Bianca La Jument
- Denise Benoît : Laura, Pip'lett
- Direction artistique de Micheline Dax

### Seconde série
- Olivier Jankovic : Kiri
- Patricia Legrand : Laura
- Yamin Dib : Ratibus
- Sophie Deschaumes : Pipelette
- Direction artistique de Hubert Drac

## Épisodes

### Première série (1966)
1. Le Cirque de Kiri
2. Circus parade
3. Kiri dompteur
4. Laura funambule
5. Cadeau de Noël
6. Partie de pêche
7. Le Trio Kiri
8. Mardi gras
9. La Leçon de ski
10. Miss Rossignol
11. Le Petit Zoo
12. Pip'lett au marché
13. Histoire de clown
14. Au feu les pompiers
15. Poids et Altères
16. Punching ball
17. Les Automates
18. Le Masque noir
19. La Leçon de solfège
20. Pip'lett somnambule
21. Poisson d'avril
22. Le Saut périlleux
23. La Table magique
24. Les Fantoches
25. Le Manège fantastique
26. Néron et Pancrace
27. Le Nain et le géant
28. La Balle perdue
29. Les Prestidigitateurs
30. Et hop !
31. La Balançoire
32. Le Petit Éléphant
33. Barbara au cirque
34. Zozo
35. Le Perroquet
36. L'Orchestre de Kiri
37. Bianca
38. Ratibus le chat
39. La Grande Pyramide
40. L'ABC du Cirque Kiri
41. Une leçon d'équitation

Nota : la liste est incomplète et n'est pas dans le bon ordre.

### Seconde série (2005)
1. Sur un fil
2. Pipelette fait le lapin
3. Ratibus fait la sieste
4. Trou de mémoire
5. Manège à quatre
6. Les Bonds Curieux
7. Les Amies marionnettes
8. Pipelette la maladroite
9. Jonglons ensemble
10. Comme dans un rêve
11. Le Photographe
12. Équilibre
13. Le Roi du jonglage
14. Le Grand Orchestre
15. Cuisiniers clowns
16. Le Numéro de Puce
17. La Petite Parade
18. Les Caprices de Miss Rossignol
19. Pipelette est une peureuse
20. Bianca fait le clown
21. Pompier jongleur
22. Laura s'en va
23. Puce est au régime
24. Pipelette dodo
25. Grands Travaux
26. Pas bons les ballons
27. Du balai
28. Tours de magie
29. Du cœur à l'ouvrage
30. Patins sur tapis
31. Le Cadeau d'amour
32. Le Lion rossignol
33. La Voix de Laura
34. Les Chaussures « Pouet »
35. La Publicité
36. En pleine lumière
37. Un grand malade
38. Ah quel maladroit !
39. Vu de haut
40. Pipelette coquette
41. Le Bain de Bianca
42. Ratibus ne veut rien entendre
43. Et un et deux et trois et quatre
44. L’Élastique
45. Maquillage
46. Une surprise pour Kiri
47. Il pleut du pop-corn
48. Les Cerfs-volants
49. Le Tournis
50. Ratibus super muscle
51. Pot de colle
52. La Dompteuse de fourmis
53. La Chanson de Kiri
54. Pipelette et le perroquet
55. Le Trac de Kiri
56. La Sieste
57. Voyance
58. Tous contre Ratibus
59. Le Concert incongru
60. Comédie musicale
61. Les Cheveux de Kiri
62. Le Numéro de yoyo
63. L'Orage
64. Quel clown ce Kiri
65. La Troupe des animaux

Scénaristes : Guirao Sydélia et Philippe Baudart

## Chanson du générique
- Musique : Fred Freed
- Chant : Guy Pierauld et Denise Benoit
- Paroles : France Image
- Super 45 tours Philips 437 256 BE

Kiri:
Trotte, trotte ma jument
Vole, tu as des ailes
Cours bien vite dans le vent
Ohé la vie est belle
Speakerine:
Nous irons de ville en ville
Porter la joie de vivre
Nous les petits et les grands
Courons, il faut le suivre
Kiri:
Nous ferons des cabrioles
Les clowns sont faits pour rire
Vive le cirque Kiri
Tous:
Oui, le voilà, oh halte-là
Kiri, Kiri est là
Speakerine:
Dans la campagne refleurie
Une carriole arrive
Celle du cirque Kiri
Tous les enfants la suivent
Sur le siège tirant les rênes
Kiri le petit clown chante
Kiri:
Vite vite vite on est content
De défaire nos malles
On est arrivé à temps
Nous les enfants de la balle
Speakerine:
Le cirque va commencer
On entend la parade
Prenez vos billets, entrez
Mais c’est la bousculade
Kiri:
Bravo clowns, dompteurs, jongleurs
Nous sommes tous camarades
Vive le cirque Kiri
Tous:
Oui, le voilà, Oh halte-là
Kiri, Kiri est là
Kiriiii, Kiriii